# Ewe (Sprache)
Ewe (Eigenbezeichnung Eʋegbe, französisch Éwé) ist eine der Kwa-Sprachen und wird im Süden von Ghana (in den Regionen Greater Accra und im Süden der Volta Region) sowie im südlichen Togo von ungefähr drei Millionen Menschen vom Volk der Ewe (Zählung 1991) gesprochen. Es gibt zahlreiche Schreibweise-Variationen und Alternativnamen, die Sprache wird auch Adan, Agu, Anglo, Anlo, Aveno, Awlan, Awuna, Be, Ebwe, Efe, Ehwe, Eibe, Eue, Eve, Gbe, Gbin, Ho, Hudu, Kotafoa, Kpelen, Krepe, Krepi, Popo, Togo, Vhe, Vlin oder Vo genannt.

## Klassifikation
Die Sprache der Ewe gehört zum Dialektkontinuum der Gbe-Sprachen innerhalb der Sprachfamilie der Niger-Kongo-Sprachen, die vom östlichen Ghana bis ins westliche Nigeria gesprochen werden. Verwandte Sprachen des Kontinuums sind Fon und Aja.
Das Ewe wurde Ende des 19. Jahrhunderts/Anfang des 20. Jahrhunderts während der Zeit der deutschen Kolonialherrschaft in Togo durch das Wirken von Missionaren der Norddeutschen Mission zur Schriftsprache. Schon 1857 erschien von Johann Bernhard Schlegel eine erste deutsche Grammatik der Ewe-Sprache, 1905/06 dann mehrere Ewe-Wörterbücher und 1907 eine neue, umfassende Abhandlung der Grammatik. Im Jahr 1911 wurde nach acht Jahren Übersetzungsarbeit eine Bibel in der Ewe-Sprache herausgegeben. Dabei mussten viele Begriffe, für die es zuvor kein Ewe-Wort gab, neu geschaffen werden.

## Schriftsystem

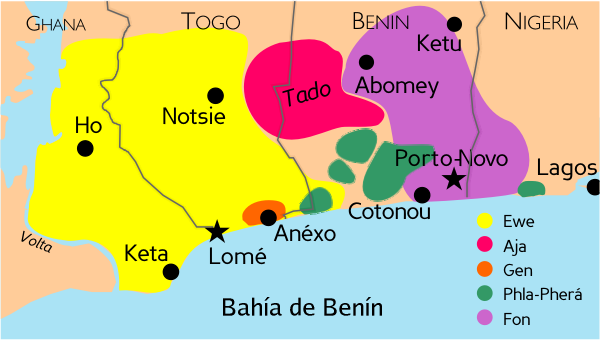
Ursprüngliche Verbreitung des Ewe, hinzu kommen heute die Ewe-Sprecher im Großraum Accra weiter westlich

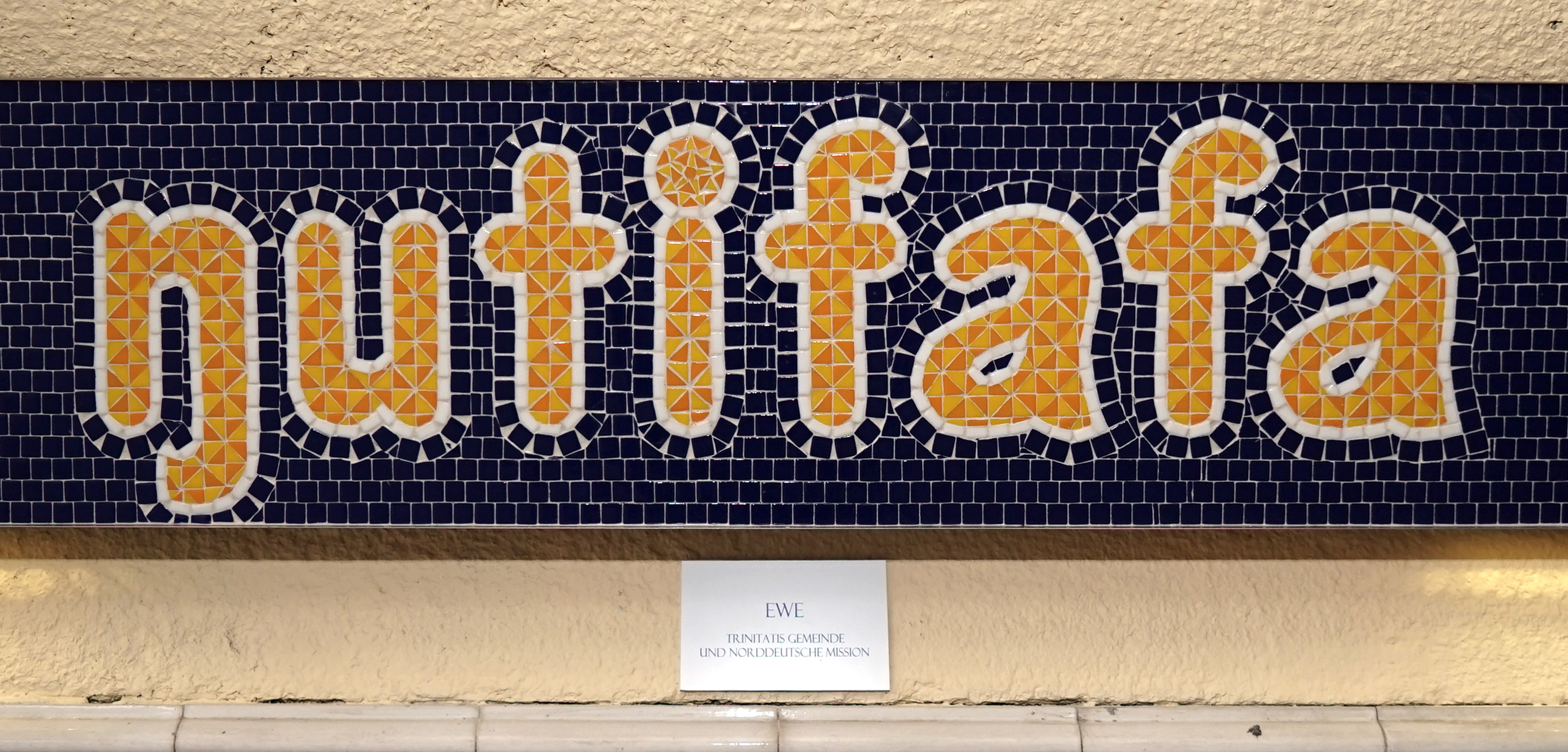
Das Wort „Frieden“ in Ewe im Bremer Friedenstunnel

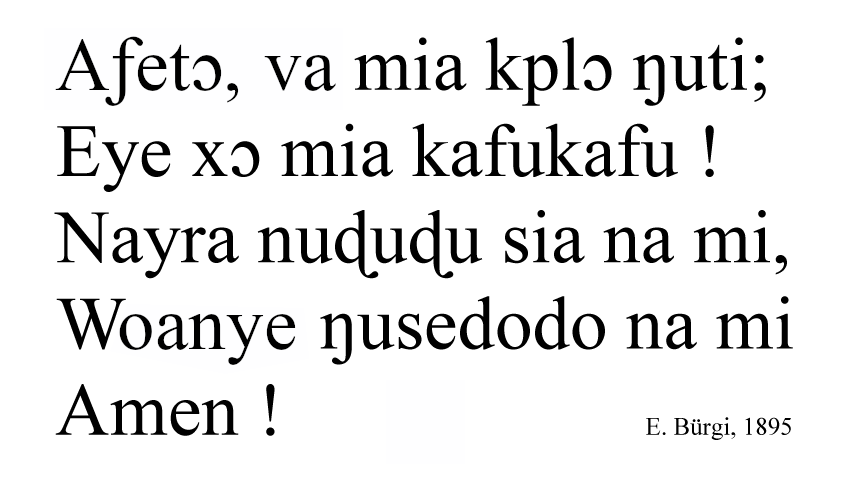
Datei:Grace in Ewe (language).ogg Tischgebet in Ewe gesungen (Übersetzung)

Die Schriftsprache wurde von deutschen Kolonialherren Anfang des 20. Jahrhunderts eingeführt. Ewe benutzt folgende Variante des lateinischen Alphabets mit einigen Extra-Buchstaben und ist Teil des Afrika-Alphabets.
| A a | B b | D d | Ɖ ɖ   | Dz dz | E e | Ɛ ɛ | F f   | Ƒ ƒ | G g | Gb gb | Ɣ ɣ |
| --- | --- | --- | ----- | ----- | --- | --- | ----- | --- | --- | ----- | --- |
| /⁠a⁠/ | /⁠b⁠/ | /⁠d⁠/ | /⁠ɖ⁠/   | /⁠d͡z⁠/  | /⁠e⁠/ | /⁠ɛ⁠/ | /⁠f⁠/   | /⁠ɸ⁠/ | /⁠ɡ⁠/ | /ɡ͡b/  | /⁠ɣ⁠/ |
| H h | I i | K k | Kp kp | L l   | M m | N n | Ny ny | Ŋ ŋ | O o | Ɔ ɔ   | P p |
| /⁠h⁠/ | /⁠i⁠/ | /⁠k⁠/ | /k͡p/  | /⁠l⁠/   | /⁠m⁠/ | /⁠n⁠/ | /⁠ɲ⁠/   | /⁠ŋ⁠/ | /⁠o⁠/ | /⁠ɔ⁠/   | /⁠p⁠/ |
| R r | S s | T t | Ts ts | U u   | V v | Ʋ ʋ | W w   | X x | Y y | Z z   |     |
| /⁠l⁠/ | /⁠s⁠/ | /⁠t⁠/ | /⁠t͡s⁠/  | /⁠u⁠/   | /⁠v⁠/ | /⁠β⁠/ | /⁠w⁠/   | /⁠x⁠/ | /⁠j⁠/ | /⁠z⁠/   |     |

Eine Tilde (˜) wird über Vokalen platziert, um Nasalität anzuzeigen. Die Tonhöhe ist im Allgemeinen nicht gekennzeichnet, außer in einigen Fällen, in denen die Tonhöhe bedeutungstragend, also zur Unterscheidung der Wörter notwendig ist. Beispielsweise bei der 1. Person Plural des Pronomens mí (wir), das als Hochton markiert ist, um es von der 2. Person Plural mi, also „ihr“ zu unterscheiden.
- ekpɔ wò [ɛ́kp͡ɔ̀ wɔ̀] – 'er sah dich'
- ekpɔ wo [ɛ́kp͡ɔ̀ wɔ́] – 'er sah sie (Plural)

### Konsonanten
|             | Bilabial | Bilabial | Labiodental | Labiodental | Alveolar | Alveolar | Retroflex | Retroflex | Palatal | Palatal | Velar | Velar | Labial-velar | Labial-velar | Glottal |
| ----------- | -------- | -------- | ----------- | ----------- | -------- | -------- | --------- | --------- | ------- | ------- | ----- | ----- | ------------ | ------------ | ------- |
| Plosiv      | p        | b        |             |             | t        | d        |           | ɖ         |         |         | k     | ɡ     | k͡p           | ɡ͡b           |         |
| Affrikate   |          |          |             |             | t͡s       | d͡z       |           |           |         |         |       |       |              |              |         |
| Nasal       |          | m        |             |             |          | n        |           |           |         | ɲ       |       | ŋ     |              |              |         |
| Frikativ    | ɸ        | β        | f           | v           | s        | z        |           |           |         |         | x     | ɣ     |              |              | h       |
| Approximant |          |          |             |             |          | l        |           |           |         | j       |       |       |              | w            |         |

### Vokale
|                     | vorn | hinten |
| ------------------- | ---- | ------ |
| geschlossen         | i, ĩ | u, ũ   |
| geschlossen-zentral | e    | o      |
| offen-zentral       | ɛ, ɛ̃ | ɔ, ɔ̃   |
| offen               | a, ã | a, ã   |